# Brillantaisia riparia
Brillantaisia riparia é uma espécie de planta com flor pertencente à família Acanthaceae.
A autoridade científica da espécie é (Vollesen & Brummitt) Sidwell, tendo sido publicada em Bulletin of the Natural History Museum, London (Botany) 28: 86, fig. 9. 1998.

## Moçambique
Trata-se de uma espécie presente no território moçambicano, nomeadamente em Niassa e Zambézia (regiões como estão definidas na obra Flora Zambesiaca).
Em termos de naturalidade trata-se de uma espécie nativa.